# Poecilia formosa
Poecilia formosa es un pez de la familia poeciliidae en el orden de los ciprinodontiformes.

## Morfología
No existen machos de esta especie, solo hembras que como medio de reproducción se "clonan" a sí mismas, con la ayuda de otros machos de especies afines.

## Distribución geográfica
Se encuentran en Norteamérica: desde el sur de Texas hasta Veracruz (México).